# Joscelin Lowden
Joscelin Lowden (Brighton, 13 ottobre 1987) è un'ex ciclista su strada britannica, attiva in formazioni UCI dal 2018 al 2024. Nel 2021 ha fatto segnare, con la distanza di 48,405 km, il record dell'ora (unificandolo alla "miglior prestazione umana sull'ora").

## Carriera
Il 30 settembre 2021, presso il Velodrome Suisse di Grenchen, ha fatto segnare il nuovo record dell'ora femminile, percorrendo la distanza di 48,405 km e superando così il precedente primato di Vittoria Bussi del 2018, pari a 48,007 km. Nel 2022 ha vinto il titolo nazionale Elite a cronometro.

## Palmarès

### Strada
- 2021 (Drops-Le Col, due vittorie)

4ª tappa Tour de Feminin (Varnsdorf > Krásná Lípa)
Classifica generale Tour de Feminin
- 2022 (Uno-X Pro Cycling Team, una vittoria)

Campionati britannici, prova a cronometro

#### Altri successi
- 2021 (Drops-Le Col)

Classifica scalatrici Tour de Feminin

### Gravel
- 2024

UCI Gravel World Series - Graean Cymru

## Piazzamenti

### Grandi giri
- Giro d'Italia

2024: ritirata (7ª tappa)
- Tour de France

2022: 47ª

### Competizioni mondiali
- Campionati del mondo

Yorkshire 2019 - Staffetta mista: 3ª
Fiandre 2021 - Cronometro Elite: 8ª
Fiandre 2021 - Staffetta mista: 5ª
Fiandre 2021 - In linea Elite: ritirata